# Coventry City Football Club
El Coventry City Football Club es un club de fútbol de Inglaterra, de la ciudad de Coventry en Midlands Occidentales. Fue fundado en 1883 y juega en la Football League Championship, la segunda división inglesa. Posee una rivalidad con el Leicester City en el llamado Derby M69 y con otros dos clubes que, al igual que el Coventry, se ubican en el condado de Midlands Occidentales: el Aston Villa y el Birmingham City.

## Uniforme
- Uniforme titular: camiseta, pantalón y medias celestes.
- Uniforme alternativo: camiseta, pantalón y medias blancas.

## Estadio
- Dowells Field: 1883–1887
- Stoke Road: 1887–1899
- Highfield Road: 1899–2005

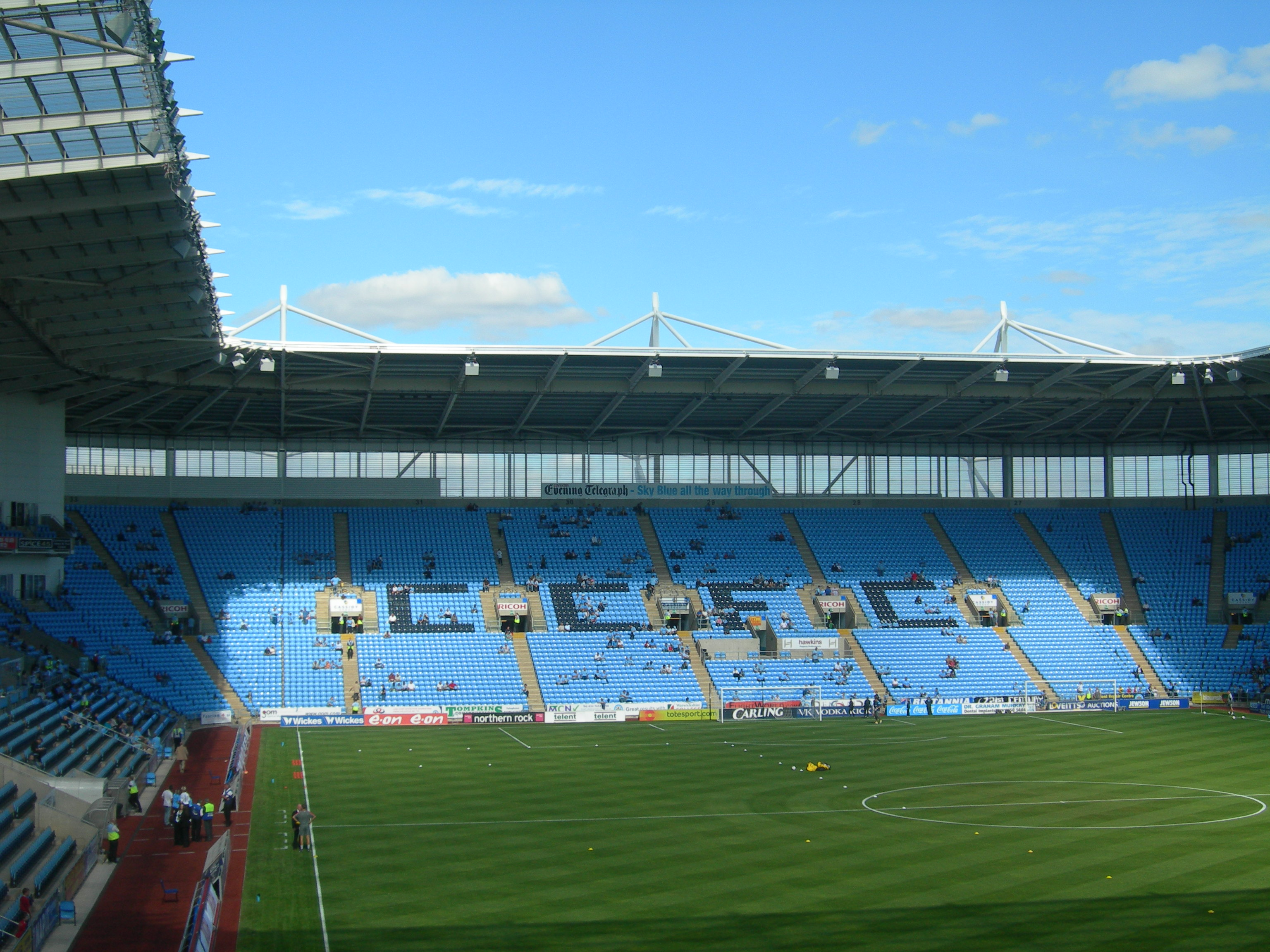
Coventry Building Society Arena (Antiguo Ricoh Arena) Estadio del Conventry City entre 2005 y 2013, entre 2014 a 2019 y desde 2021

- Coventry Building Society Arena (En aquel tiempo Ricoh Arena): 2005–2013
- Sixfields Stadium: 2013–2014, compartido con el Northampton Town
- Coventry Building Society Arena: 2014–2019
- St Andrew's Stadium: 2019–2020 compartido con el Birmingham City
- Coventry Building Society Arena: desde 2021

## Palmarés
- FA Cup: 1

1986–87 Este año logra su primer título a nivel profesional
- FA Youth Cup: 1

1986–87
- - Subcampeón: 4

1967–68, 1969–70, 1998–99, 1999–00
- Football League Cup: 0
  - Semi-finalistas: 2

1980–81, 1989–90
- Football League Championship: 1

1966–67
- Football League One: 2

1963–64, 2019-20
- Third Division (Sur): 1

1935–36
- Football League Two: 0
  - Subcampeón: 1

1958–59
- Birmingham Senior Cup: 3

1911, 1923, 2007
- Third Division South Cup: 1

1936
- Southern Professional Floodlit Cup: 1

1960